# Orycteropus
Orycteropus és un gènere de mamífers de la família dels oricteropòdids. L'única espècie encara vivent de la família és el porc formiguer, que viu a la part meridional d'Àfrica.